# Schickedanz Open 1992
Lo Schickedanz Open 1992 è stato un torneo di tennis facente parte della categoria ATP Challenger Series nell'ambito dell'ATP Challenger Series 1992. Il torneo si è giocato a Fürth in Germania dal 1 al 7 giugno 1992 su campi in terra rossa.

## Vincitori

### Singolare
Martin Střelba ha battuto in finale  Raúl Viver con il punteggio di 6–1, 6–2

### Doppio
Rudiger Haas /  Udo Riglewski hanno battuto in finale  Brian Joelson /  Bertrand Madsen con il punteggio di 6–1, 6–3